# Festuca lapidosa
Festuca lapidosa là một loài thực vật có hoa trong họ Hòa thảo. Loài này được (Degen) Markgr.-Dann. mô tả khoa học đầu tiên năm 1975.